# Holy Wood
Holy Wood (In The Shadow of The Valley of Dead) var Marilyn Mansons første album efter Massakren på Columbine High School (20. april 1999), som en stor del af den amerikanske befolkning mente han var skyld i. En del medier og politikere mente at han var direkte ansvarlig for de unge gerningsmænds (Eric Harris og Dylan Klebold) handlinger, da han blandt andet synger om mord og om at være antikristen i sine sange. Marilyn Manson har senere fortalt, at han dengang stærkt overvejede at begå selvmord, fordi han mente at hele landet hadede ham, og at det  var hårdt for ham at udgive et album igen. Marilyn Manson siger, at han skrev "over 200 sange" under arbejdet på Holy Wood, - og at han aldrig har brugt de sange, der ikke kom med på albummet. 

## Kulturelle referencer
Albummet refererer til mange store ikoner, såsom John F. Kennedy, John Lennon, og andre kendte folk, som har lidt en voldelig "martyr" død, fra den amerikanske kultur. I 2004 skrev Manson i en artikel i Rolling Stone, at sangen Lamb of God var inspireret af Kurt Cobain og Jim Morrison.
I sange som "Lamb of God" og "The Nobodies", ses en tydelig kritik af sensationsprægede massemediers fokus, ikke blot på kendtes liv og karriere, men også på deres død, sociale status og eftermæle, samt forbrugerne af disse medier.
Albummets første sang "Godeatgod" refererer til massemedier, staten og forbrugerne:
Before the bullets
Before the flies
Before authorities take out my eyes
The only smiling are you dolls that I made
But you are plastic and so are your brains
I "Lamb of God", synger Manson blandt andet:
If you die when there's no one watching,
Then your ratings drop and you're forgotten.
But if they kill you on the TV,
You're a martyr and a lamb of God.
Også i sangen "The Nobodies" virker pointen klar da Manson synger:
We are the nobodies, wanna be somebodies.
When we're dead, they'll know just who we are.
og:
Some children died the other day;
We fed machines and then we prayed.
Puked up and down in morbid faith;
You should have seen the ratings that day.

## Track liste
Albummet er delt op i A.D.A.M 
A: In the Shadow
D: The Androgyne
A: Of Red Earth
M: The Fallen

### A: In the Shadow
1. "GodEatGod" – 2:34 (Manson)
2. "The Love Song" – 3:16 (Ramirez, 5)
3. "The Fight Song" – 2:55 (5)
4. "Disposable Teens" – 3:01 (5, Ramirez)

### D: The Androgyne
1. "Target Audience (Narcissus Narcosis)" – 4:18 (Ramirez, 5)
2. "President Dead" – 3:13 (Ramirez, 5, Gacy)
3. "In the Shadow of the Valley of Death" – 4:09 (Ramirez, 5)
4. "Cruci-Fiction in Space" – 4:56 (Ramirez, 5, Gacy)
5. "A Place in the Dirt" – 3:37 (5)

### A: Of Red Earth
1. "The Nobodies" – 3:35 (5, Manson)
2. "The Death Song" – 3:29 (5, Manson)
3. "Lamb of God" – 4:39 (Ramirez)
4. "Born Again" – 3:20 (Ramirez, 5)
5. "Burning Flag" – 3:21 (Ramirez, 5)

### M: The Fallen
1. "Coma Black"– 5:58 (Manson, 5, Ramirez)
2. "Valentine's Day" – 3:31 (Ramirez, Manson)
3. "The Fall of Adam" – 2:34 (Ramirez, 5)
4. "King Kill 33°" – 2:18 (Ramirez)
5. "Count to Six and Die (the vacuum of infinite space encompassing)" – 3:24 (5)
6. "The Nobodies" (Acoustic Version) – 3:35 (Japansk / UK bonus track) (5, Manson)
7. "Mechanical Animals" (Live) – 4:41 (Japansk bonus track)